# Tawangrejo (Turi)
Tawangrejo is een bestuurslaag in het regentschap Lamongan van de provincie Oost-Java, Indonesië. Tawangrejo telt 3136 inwoners (volkstelling 2010).